# Le Grand Défi (film, 1964)
Pour plus de détails, voir Fiche technique et Distribution.
Le Grand Défi (titre original : Ercole, Sansone, Maciste e Ursus gli invincibili) est un péplum franco-hispano-italien réalisé par Giorgio Capitani, sorti en 1964.

## Synopsis
Hercule, fils de Zeus, refuse de prendre le chemin de la sagesse et de la vertu que lui conseille son père. Il préfère s'aventurer sur les terres de Lydie, célèbre contrée habitée par les plus belles femmes du monde. En observant la princesse Omphale, fille de Néméa, et ses servantes sur une plage, Hercule assiste à la noyade de cette dernière et la sauve aussitôt. Tombé amoureux d’elle, il désire l’épouser mais elle est insensible à ses charmes car elle est secrètement amoureuse d'Inor, le fils du chef des montagnards rebelles. 
Afin de prouver qu’il est bien Hercule, sa mère Néméa, qui souhaite marier sa fille avec un demi-dieu, le charge de renflouer un bateau plein d’or englouti sous la mer. Hercule réussit l’épreuve et Néméa lui promet la main de sa fille, mais Omphale ne veut toujours pas de lui. Pour se débarrasser définitivement d'Hercule, elle demande à Micron, le serviteur nain d'Inor, de se faire passer pour l'oracle que doivent consulter le demi-dieu et sa mère avant le mariage forcé. Dès lors, pour l'éliminer, il impose à Hercule un affrontement avec l'homme le plus fort et le plus invincible du monde, Samson. Mais leur plan ne se déroule pas comme prévu lorsque Delilah, sa femme jalouse car il est un coureur de jupons, lui coupe les cheveux, symboles de sa force surhumaine...

## Fiche technique
- Titre original : Ercole, Sansone, Maciste e Ursus gli invincibili
- Titre français : Le Grand Défi
- Réalisation : Giorgio Capitani
- Scénario : Sandro Continenza, Giorgio Cristallini et Roberto Gianviti
- Montage : Roberto Cinquini
- Musique : Piero Umiliani
- Photographie : Carlo Bellero
- Production : Giorgio Cristallini
- Sociétés de production : Senior Cin. ca et Les Films Régent
- Société de distribution : Senior Cin. ca
- Pays de production :  Italie |  Espagne |  France
- Langue originale : italien
- Format : couleur
- Genre : Film d'aventure, péplum
- Durée : 100 minutes
- Dates de sortie : 
  - Italie : 12 novembre 1964
  - France : 23 juin 1965

## Distribution
- Alan Steel : Hercule
- Howard Ross : Maciste
- Nadir Moretti (crédité comme Nadir Baltimore) : Samson
- Yann L'Arvor : Ursus
- Luciano Marin : Inor
- Hélène Chanel : Astra, l'oracle
- Elisa Montés : Omphale
- Lia Zoppelli : Néméa
- Moira Orfei : Delilah
- Maria Luisa Ponte : la mère d'Ursus
- Conrado San Martín : Marinero
- Arnaldo Fabrizio : Micron
- Livio Lorenzon : Lykos
- Valentino Macchi
- Nino Marchetti : un ambassadeur de Nîmes
- Nino Dal Fabbro : un consultant de Nîmes
- Carlo Tamberlani : un ambassadeur de Nîmes
- Attilio Tosato : l'hôte